# Ковалёв, Геннадий Геннадиевич
Генна́дий Генна́диевич Ковалёв (род. 13 мая 1983, Кропоткин, СССР) — российский боксёр, представитель легчайшей и первой полусредней весовых категорий. Выступал за сборную России по боксу в период 2002—2008 годов, чемпион Европы, двукратный серебряный призёр чемпионатов мира, участник двух летних Олимпийских игр, многократный чемпион российских национальных первенств. На соревнованиях представлял город Челябинск. Заслуженный мастер спорта России (2005).

## Биография
Геннадий Ковалёв родился 13 мая 1983 года в городе Кропоткине Кавказского района Краснодарского края, впоследствии переехал на постоянное жительство в Челябинск, где окончил Уральский государственный университет физической культуры.
Активно заниматься боксом начал с раннего детства, первое время был подопечным А. Паньгуева, позже проходил подготовку под руководством заслуженного челябинского тренера Халила Хамитовича Лукманова.
Впервые заявил о себе ещё в 2001 году, став чемпионом России среди юниоров и выиграв юниорское первенство Европы.
Первого серьёзного успеха на взрослом международном уровне добился в сезоне 2002 года, когда в легчайшем весе впервые одержал победу на взрослом чемпионате России и, попав в основной состав российской национальной сборной, побывал на чемпионате Европы в Перми, откуда привёз награду серебряного достоинства — в решающем финальном поединке уступил представителю Белоруссии Хаважи Хацыгову. Год спустя вновь был лучшим в зачёте национального первенства и выступил на чемпионате мира в Бангкоке, где стал серебряным призёром, не сумев пройти азербайджанца Агаси Мамедова.
Благодаря череде удачных выступлений Ковалёв удостоился права защищать честь страны на летних Олимпийских играх 2004 года в Афинах, но попасть здесь в число призёров не смог — проиграл титулованному кубинцу Гильермо Ригондо, который в итоге и стал победителем этого олимпийского турнира. Также в этом сезоне Ковалёв одержал победу на чемпионате Европы в Пуле.
После афинской Олимпиады Геннадий Ковалёв поднялся в первый полусредний вес и продолжил побеждать на различных турнирах, в частности в период 2005—2007 годов неизменно выигрывал российское национальное первенство. Представлял страну на чемпионате мира в Чикаго, где вновь взял серебро — на этот раз в финале потерпел поражение от казаха Серика Сапиева. Находясь в числе лидеров российской национальной сборной, благополучно прошёл отбор на Олимпийские игры 2008 года в Пекине — здесь снова потерпел неудачу, уже на стадии четвертьфиналов был выбит из турнирной сетки кубинцем Роньелем Иглесиасом. Вскоре по окончании этих соревнований принял решение завершить спортивную карьеру, уступив место в сборной молодым российским боксёрам.
За выдающиеся спортивные достижения был удостоен почётного звания «Заслуженный мастер спорта России» (2005).

## Спортивные достижения
- чемпион России по боксу среди юниоров 2001 года
- чемпион Европы по боксу среди юниоров 2001
- серебряный призёр чемпионата Европы по боксу 2002
- чемпион России по боксу 2002, 2003 в весе до 54 кг, 2005, 2006, 2007 в весе до 64 кг
- участник Олимпийских игр 2004 и 2008 годов
- чемпион Европы по боксу 2004 года
- серебряный призёр чемпионатов мира по боксу 2003 в весе до 54 кг, 2007 в весе до 64 кг